# Celinder
Celinder er et dansk basguitar-mærke. Guitarerne er håndbygget af den danske guitarbygger Christian Celinder.
Christian Celinder håndbyggede fra midten af 1980’erne el-basguitarer under mærket CELINDER. Guitarerne er stadig håndbyggede og er baseret på det amerikanske Fender design af Jazz og Precision-basser. Celinder tog den oprindelige udformning af Leo Fender og en mere moderne teknisk viden til at håndbygge nogle unikke og sjældne basguitarer til verdensmarkedet. De er i dag eftertragtet og kendt for særegen lyd og design.
I begyndelsen fokuserede Celinder primært sin produktion af CUSTOM Model i 4-, 5-, og 6-strengs modeller, fra 1987, senere J Model, fra 1991 og P Model fra 1996 med serierne Classic, Vintage og Update modeller i 4- og 5-strengs udgaver.
Siden udviklede han Celinder Aura Model fra 1999 i serier af i 4-, 5- og 6-strengs modeller, med mere avanceret teknik og i sjældne træsorter.

## Om Christian Celinder
Christian Celinder (født 1964) studerede som klassisk pianist ved Det Kongelige Danske Musikkonservatorium i København, da han forelskede sig i bassen. Han modtog værdifuld instruktion i at spille kontrabas og el-bas fra de prominente bassister Bo Stief og Niels Henning Ørsted Pedersen (NHØP).